# Doraemon: Nobita to animal planet
Doraemon: Nobita to animal planet (ドラえもん のび太とアニマル惑星 （プラネット）?, Doraemon - Nobita to animaru puranetto, lett. Doraemon - Nobita e il pianeta degli animali) è un film d'animazione del 1990 diretto da Tsutomu Shibayama.
Film per bambini (Kodomo), undicesimo tratto dalla serie Doraemon di Fujiko Fujio.

## Trama
Una misteriosa nebbia rosa porta Doraemon, Nobita, Shizuka, Suneo, e Gian in un pianeta popolato da animali. La leggenda dice che gli antenati di questa popolazione viveva sulla luna, ma sono stati trasportati fuori di lì per sfuggire alle creature voraci che vi vivevano. Nobita e i suoi amici esplorano con curiosità il distinto pianeta fino a quando scoprono il segreto dietro la strana nebbia.

## Colonna sonora

### Sigle
| Giappone | Giappone                            | Giappone       | Giappone |
| Tipo     | Titolo                              | Cantante       |          |
| -------- | ----------------------------------- | -------------- | -------- |
| Opening  | Doraemon no uta (ドラえもんのうた?) | Satoko Yamano  |          |
| Ending   | Ten made todoke (天までとどけ?)     | Tetsuya Takeda |          |

## Distribuzione
Il film è stato proiettato per la prima volta nelle sale cinematografiche giapponesi il 10 marzo 1990.